# Dreamcast Collection
Dreamcast Collection è un videogioco compilation sviluppato e pubblicato da Sega per Xbox 360 e Microsoft Windows nel 2011. La raccolta presenta 4 dei giochi più venduti per Dreamcast. Sebbene ciascuno di essi sia stato ben accolto al tempo dell'uscita, la compilation ha ricevuto per lo più recensioni contrastanti o negative ed è stata pesantemente criticata per la selezione dei titoli. Una versione aggiornata pubblicata nel 2016, che include 3 ulteriori titoli best seller, ha goduto invece di un'accoglienza più positiva, in particolar modo per l'inclusione della rimasterizzazione di Jet Set Radio.
La versione originale distribuita nel 2011 presenta 4 giochi: Space Channel 5: Part 2, Sonic Adventure, Sega Bass Fishing  e Crazy Taxi. L'edizione aggiornata resa disponibile per Steam nel 2016 ha introdotto anche Jet Set Radio e Nights into Dreams... e a partire dal 2020 anche Sonic Adventure 2.

## Modalità di gioco
La versione originale della raccolta presenta 4 giochi per Dreamcast; tre di questi facevano parte anche della fascia budget di Sega All Stars, a cui si aggiunge Space Channel 5: Part 2, uscito contemporaneamente per Dreamcast e PlayStation 2. Tutti i giochi sono talvolta acquistabili separatamente su Xbox Live, PlayStation Network e Steam. Originariamente era prevista anche una versione per PlayStation 3, ma quest'ultima è stata cancellata. Nonostante la raccolta si basi esclusivamente su titoli originariamente usciti su Dreamcast, questi non vengono presentati nelle loro versioni originali ma bensì si basano su conversioni uscite precedentemente su altre console. Sonic Adventure è una versione ridotta dell'edizione aggiornata Sonic Adventure DX: Director's Cut per GameCube e Windows mentre Space Channel 5: Part 2 si basa sulla versione statunitense per PlayStation 2 in quanto Agetec viene accreditato come editore nei titoli di coda. Inoltre la versione per Dreamcast fu distribuita esclusivamente in Giappone e perciò non esiste nessuna versione in inglese ufficiale su tale sistema. Crazy Taxi e Sega Bass Fishing invece derivano dalle conversioni per Windows risalenti ai primi anni 2000, dato che il primo titolo non presenta luoghi e musica su licenza, mentre il secondo rimuove tutti i riferimenti al Dreamcast Fishing Controller. Sono state apportate alcune migliorie ai giochi, estendendo la grafica a 720p in widescreen, anche se alcuni giochi impongono un aspect ratio di 4:3 mentre altri consentono i 16:9.
Dreamcast Collection è stata successivamente ripubblicata il 22 luglio 2016 su Steam, aggiungendo i titoli Nights into Dreams... e Jet Set Radio, che fanno parte della Sega Heritage Collection. Il 7 aprile 2020 è stata lanciata un'ulteriore versione aggiornata della raccolta che va ad aggiungere Sonic Adventure 2. In maniera analoga al caso precedente, i giochi possono essere acquistati sia insieme che separatamente su Steam. Le migliorie apportate a Sonic Adventure e Sonic Adventure 2, che nelle riedizioni sono usciti rispettivamente con i titoli Sonic Adventure DX: Director's Cut e Sonic Adventure 2: Battle, sono inclusi come DLC per Microsoft Windows. DX è a sua volta disponibile per Xbox 360 e sostituisce il gioco originale dopo il download.
| Giochi inclusi nella versione originale                                  | Giochi inclusi nella versione originale | Giochi inclusi nella versione originale | Giochi inclusi nella versione originale | Giochi inclusi nella versione originale |
| Titolo                                                                   | Genere                                  | Piattaforma originale                   | Anno                                    | Sviluppatore                            |
| ------------------------------------------------------------------------ | --------------------------------------- | --------------------------------------- | --------------------------------------- | --------------------------------------- |
| Crazy Taxi                                                               | Guida, azione                           | Arcade                                  | 1999                                    | Hitmaker                                |
| Sega Bass Fishing                                                        | Pesca                                   | Arcade                                  | 1997                                    | Sega AM1, Sims                          |
| Sonic Adventure                                                          | Piattaforme, azione                     | Dreamcast                               | 1998                                    | Sonic Team                              |
| Space Channel 5: Part 2                                                  | Musicale                                | Dreamcast                               | 2002                                    | United Game Artists                     |
| Giochi inclusi nella ripubblicazione su Steam (Sega Heritage Collection) |                                         |                                         |                                         |                                         |
| Jet Set Radio                                                            | Azione, piattaforme                     | Dreamcast                               | 2000                                    | Smilebit                                |
| Nights into Dreams...                                                    | Azione                                  | Saturn                                  | 1996                                    | Sonic Team                              |
| Sonic Adventure 2                                                        | Piattaforme, azione                     | Dreamcast                               | 2001                                    | Sonic Team                              |

## Pubblicazione
Nel novembre 2010, in concomitanza con l'uscita su PlayStation Network di Crazy Taxi, sul sito web ufficiale di GameStop è apparsa un'inserzione riguardante Dreamcast Collection previsto per PlayStation 3 e Xbox 360. La scheda non presentava nessun dettaglio a riguardo ad eccezione della data d'uscita prevista per il 15 febbraio 2011 e il relativo prezzo. Alan Pritchard, l'allora vicepresidente esecutivo delle vendite e del marketing di Sega Europe, rivelò in un'intervista svolta da Game Informer che l'azienda avrebbe pubblicato una raccolta composta da alcuni dei titoli più famosi della console Dreamcast, cercando di realizzare una compilation analoga a Sega Mega Drive Ultimate Collection che aveva goduto di un ottimo successo di vendite. In un comunicato stampa del 14 gennaio 2011, Sega confermò i quattro giochi contenuti nella raccolta: Sonic Adventure, Crazy Taxi, Sega Bass Fishing e Space Channel 5: Part 2, insieme alla relativa data di uscita per Xbox 360 e Windows, rispettivamente il 22 febbraio 2011 in Nord America e il 25 febbraio seguente in Europa. In Australia è stato inoltre possibile pre-ordinare un'edizione limitata del gioco per Xbox 360 presso la catena di elettronica JB Hi-Fi; tale edizione contiene anche un vinile con alcuni brani musicali tratti da Sonic Adventure, Craxy Taxi e Space Channel 5: Part 2. L'edizione limitata è stata anche distribuita in Francia e Spagna. In Italia il gioco regolare è stato distribuito da Halifax. Il trailer del gioco è stato pubblicato il 22 febbraio 2011. Il 4 marzo 2011 è stato reso disponibile su Steam. Un'edizione aggiornata, contenente anche Nights into Dreams... e Jet Set Radio, è uscita il 22 luglio 2016 sempre su Steam. Un'ulteriore revisione, che va ad aggiungere Sonic Adventure 2, è stata resa disponibile il 7 aprile 2020 per il medesimo servizio.

## Accoglienza
| Testata                            | Versione | Giudizio |
| ---------------------------------- | -------- | -------- |
| Metacritic (media al 10-10-2023)   | X360     | 53/100   |
| GameRankings (media al 09-12-2019) | X360     | 56.30%   |
| Eurogamer (USA)                    | X360     | 5/10     |
| IGN                                | X360     | 5/10     |
| Multiplayer.it                     | X360     | 6.8/10   |
| SpazioGames.it                     | X360     | 6/10     |
| Eurogamer (ITA)                    | X360     | 5/10     |
| Everyeye.it                        | X360     | 5/10     |

Le recensioni riguardanti la versione originale di Dreamcast Collection si sono rivelate per la maggior parte contrastanti o negative; sull'aggregatore di recensioni Metacritic la versione per Xbox 360 ha un punteggio del 53% mentre su GameRankings ha il 56.30%. Keza MacDonald di Eurogamer criticò la raccolta affermando che se ciò era il meglio che Sega poteva inventarsi dopo anni di attesa per le riedizioni dei giochi Dreamcast non diceva molto sulla capacità dell'editore di valutare il valore del proprio catalogo, concludendo che si poteva solo sperare in meglio per il futuro. Levi Buchanan di IGN non riuscì a credere al fatto che Sega fosse convinta che i quattro giochi presenti costituissero una "collezione" e che questi fossero i migliori giochi per mostrare quanto fosse il potenziale del Dreamcast durante la sua breve vita editoriale. Il recensore lamentò dell'assenza di titoli quali Jet Set Radio, The House of the Dead 2, Phantasy Star Online e Virtual On e ha sostenuto che Sonic Adventure non era il meglio che il Dreamcast potesse offrire, neanche lontanamente. In sostanza Dreamcast Collection non solo finiva per non essere un buon affare ma buttava anche una meravigliosa opportunità per mostrare l'amata ultima console di casa Sega.
Massimo Reina di Multiplayer.it trovò il gioco un divertente tuffo nel passato alla riscoperta di alcuni classici dei videogiochi, sebbene questi non rappresentassero il meglio del meglio della produzione videoludica del Dreamcast. Nonostante gli anni passati dall'uscita originaria, i singoli giochi risultavano ancora molto divertenti, seppure fossero presenti delle imperfezioni grafiche e di gameplay, in gran parte dovuti alle diverse epoche di appartenenza e al differente hardware di concepimento rispetto a quelli sui quali venivano riproposti. Reina considerò la speranza che in futuro prossimo sarebbero stati ripubblicati in raccolte analoghe titoli di spessore come i due Shenmue e Jet Set Radio, finendo per assegnare un giudizio moderatamente positivo. Un redattore di SpazioGames.it si trovò molto deluso per via dei porting realizzati di fretta senza alcuna aggiunta, correzione o abbellimento, reputandola una compilation scialba che riproponeva in parte sempre i medesimi giochi escludendone tanti altri come ChuChu Rocket!, Virtua Tennis, The Typing of the Dead, Sega GT e tanti altri difficilmente reperibili e che non hanno goduto della stessa visibilità dei giochi più famosi. Inoltre l'assenza di progetti indipendenti sviluppati anni dopo la cessata attività della console, come Last Hope, Trigger Heart Exelica o Karous tutti del 2007, avrebbe permesso di ampliare l'offerta.
Davide Persiani di Eurogamer trovò Dremacast Collection come una raccolta di buona qualità che però era stata realizzata in maniera approssimativa e perciò non aveva sfruttato appieno le sue vere potenzialità. La scarsa cura generale e la mancanza di miglioramenti effettivi volti ad esaltare la qualità dei titoli proposti risultava deludente, soprattutto per titoli come Sonic Adventure che avrebbero meritato un trattamento migliore di questo. Nicolò Carboni di Everyeye.it trovò che la raccolta mancasse clamorosamente l'obiettivo, svalutando alcune gemme storiche di Sega, proponendo solo quattro porting mal realizzati e poco interessanti, tecnicamente identici alle versioni disponibili sui vari servizi online.